# African Hebrew Israelites of Jerusalem

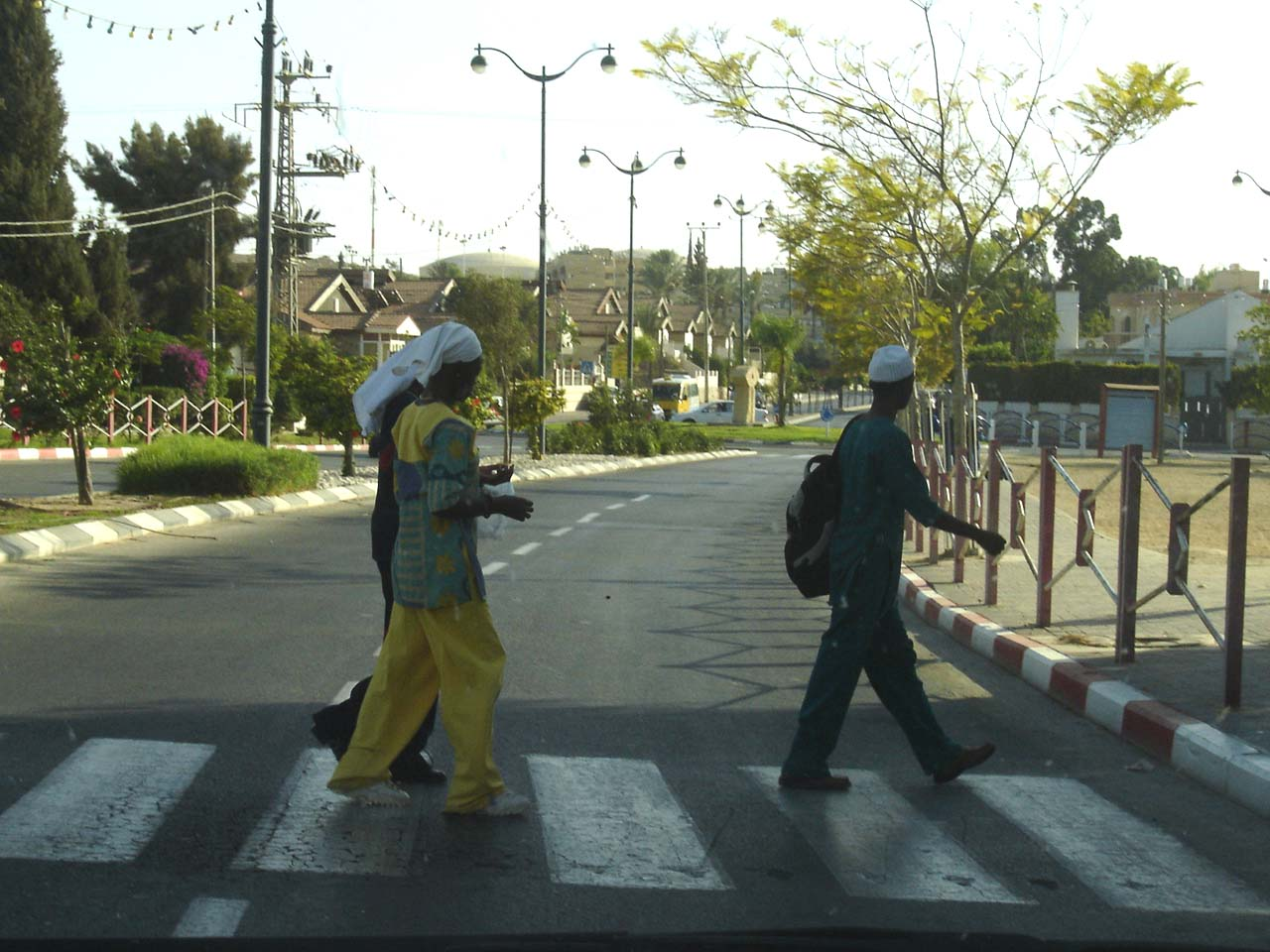
Petit grup d' hebreus Israelites Africans, a Dimona (Israel), al Nord-Nègueb.

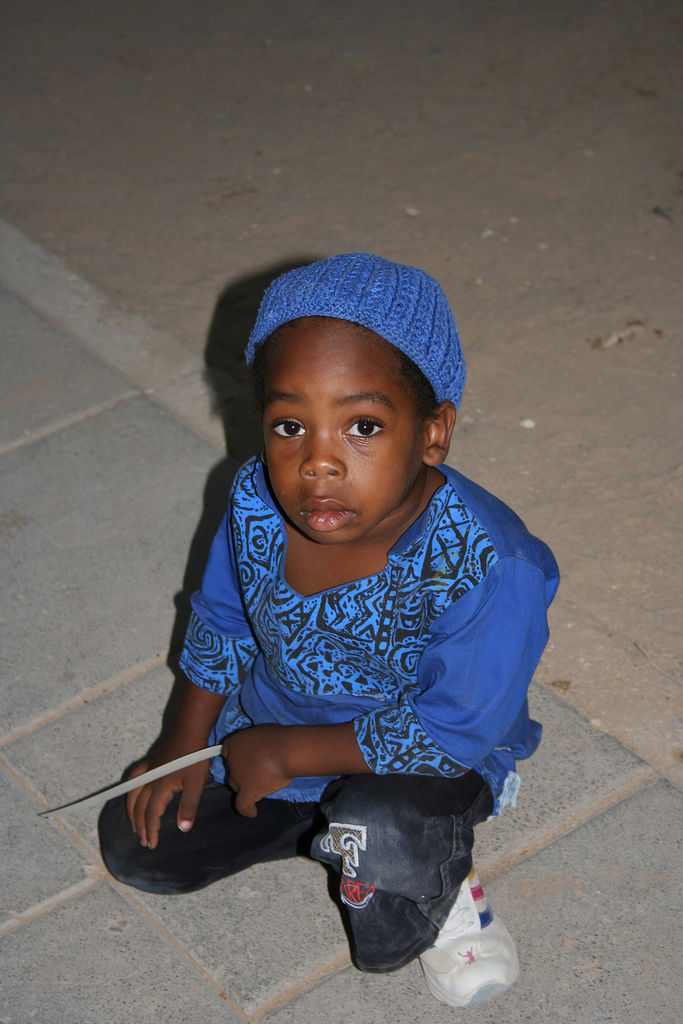
Nen de la comunitat, a Dimona, al setembre de 2005

Els African Hebrew Israelites of Jerusalem (en hebreu : ), o African Hebrew Israelite Nation of Jerusalem o Original Hebrew Israelite Nation, o Kingdom of Yah (Regne de Déu), també coneguts abusivament sota el nom més genèric de « hebreus negres », són els membres d'una comunitat religiosa d'origen afroamericà estatunidenc, del qual Dimona, al desert del Neguev, al sud d'Israel n'és el centre principal.
Aquesta organització fou creada a la dècada de 1960 per un obrer de la metalúrgia de Chicago, Ben Carter, i s'integra a un conjunt de moviments afroamericans que van aparèixer a finals del segle xix i col·lectivament anomenats com Black Hebrews (hebreus negres) o Black Hebrews Israelites. Aquests moviments consideren que tots els negres en l'actualitat tenen als antics Israelites de la Bíblia com a avantpassats i rebutgen el cristianisme en benefici d'una religió basada en l'Antic Testament propera al judaisme tradicional. La majoria de les organitzacions de Black Hebrews poden ser considerades part del Nacionalisme negre. A més d'aquestes idees comunes als altres grups, l'Original Hebrew Israelite Nation té creences i pràcticques particulars com l'emigració cap a Israel, un règim alimentari vegetarià, i l'autorització de la poligàmia.
Des del 2014 uns 3000 membres d'aquest grup viuen a Israel, varis milers d'altres viuen als Estats Units, i algunes desenes viuen a Anglaterra o a Àfrica. L'organització és controvertida i alguns la consideren una secta perillosa i altres la consideren una comunitat religiosa plàcida i socialment ben integrada Més enllà d'aquestes polèmiques, l'Estat d'Israel, després d'un llarg temps ha donat un estatus oficial als hebreus negres de Dimona i té bones relacions amb ells; el ministeri d'Afers Exteriors fins i tot té una apreciació positiva del grup.
No cal confondre els hebreus israélites africans amb els Béta Israel (Jueus etíops), alguns dels quals també viuen a Dimona.

## Història

### Orígens
Els negres estatunidencs es van identificar fortament amb els antics hebreus de la Bíblia durant l'època de l'esclavitud, ja que es creia que aquests eren esclaus a Egipte, on vivien lluny del seu territori original (el País de Canaan), i que finalment Déu els va alliberar. Així, la Bíblia mostra un poble d'esclaus emancipats que s'han convertit en el Poble escollit de Déu. Aquesta visió, adaptada a la condició dels afroamericans, els va permetre mantenir l'esperit seguint la religió i el nacionalisme ètnic.
Una petita minoria dels que s'autodenominen hebreus negres (Black Hebrews) o hebreus negres israelians (Black Hebrew Israelites) han anat més lluny en la seva identificació amb els antics israelians i han obtingut una identificació ètnica expressada en termes d'ascendència. Els hebreus negres consideren que els Israelites de l'Antic Testament eren negres o que els seus descendents són els negres actuals. La temàtica del Poble escollit reforça la feretgesa negra. Alguns grups desenvolupen una forta hostilitat cap als blancs, com la Nation of Yahweh, però d'altres no. Alguns discuteixen als Jueus blancs l'estatut d'autèntics Israelians, però d'altres els accepten com a tals. Alguns recomanen l'emigració cap a Àfrica, d'altres cap a terra santa, entre que altres prefereixen mantenir-se als Estats Units, però reivindicant una forta autonomia comunitària.
Globalment, els diferents moviments de Black Hebrews participen de la ideologia del nacionalisme negre als Estats Units i formen part fins i tot primeres organitzacions que van desenvolupat aquesta doctrina cap a finals del segle xix.
La Church of the Living God, the Pillar Ground of Truth for All Nacions, fundada l'any 1886 a Chattanooga en va ser una de les primeres organitzacions conegudes. Com Church of God and Saints of Christ, creada per William Saunders Crowdy l'any 1896, el Temple of the Gospel of the Kingdom, fundat l'any 1900 per Warren Roberson, la Beth B'nai Abraham congregation, fundada per Arnold Josiah Ford l'any 1923, o la Holy Church of the Living God fundada l'any 1919 per Arthur Wentworth Mathew en van seguir l'exemple. Algunes organitzacions són molt més radicals, per exemple, la Nation of Yahweh que és un grup ultranacionalista prou conegut que proclama la superioritat racial dels negre va estar creat a final de la dècada de 1970 a prop de Miami, a Florida, per Yahweh ben Yahweh (Hulon Mitchell Júnior).
Les diferents organitzacions dels « hebreus negres » són l'expressió d'una tendència més ampla de certes comunitats afroamericanes: la voluntat de crear religions de i per als negres, inspirades en el cristianisme, o en l'islam (Moorish Science Temple of America, Nation of Islam).
També hi ha semblances entre els hebreus Israelians africans i el moviment rastafari (aparegut a la dècada de 1920) : ambdós creien que els antics Israélites eren negres, i creien que havien de ser vegetarians seguint les mateixes referències bíbliques dels « hebreus Israélites » (Gènesi 1:29) que rebutgen tots els aliments no biològics. El nom que els rastafari donen a Déu, Jah, també s'assembla molt al nom que li donen els hebreus Israélites Africans : Yah.
L'African Hebrew Israelite Nation of Jerusalem és una organització específica que pertany a un conjunt de tradicions culturals i religioses més ampla de les poblacions afroestatunidenques o afrocaribenques. Aquestes tradicions i idees religioses s'interrelacionen des de finals del segle xix, prenent formes de vegades divergents (la religió rastafari no és la mateixa dels Black hebrews), però que giren al voltant d'unes idees comunes. Les idees religioses dels African Hebrew Israelites es troben en altres grups religiosos negres del nou món, tot i que la síntesi que en fan és pròpia.

### Fundació
Ben Carter, un antic obrer de la metal·lúrgia, va fundar el grup a Chicago l'any 1966 després de dir que havia tingut una visió. L'arcàngel Gabriel li hauria revelat que els egres americans eren els descendents dels Israéeliansde la tribu de Juda, qux foren epulsats de la terra santa pels romans durant la primera guerra dels jueus (7any 0 deC,i que haurien emigrat a À'frica dOccidentalabans de squepfossin ortats com esclaus als Estats Units.
Segons Ben Carter, « una veu m'ha indicat que havia arribat el temps per als africans a Amèrica, els descendents dels Israelians bíblics, de tornar a la terra dels nostres avantpassats ».

### Instal·lació a Israel
Carter i uns centenars de fidels es van instal·lar primer a Libèria, un país fundat per antics esclaus afroamericans estatunidencs, el maig de 1967. Degut a les dificultats de la vida en un país estranger, alguns dels membres del grup van tornar als Estats Units. i altres van emigrar de manera progressiva a Israel amb visats de turisme a partir de 1969.
Les autoritats rabíniques van refusar d'acceptar-los com a jueus i l'Estat va acceptar aquesta interpretació, i no foren beneficiats per la llei de Retorn. Tot i això, es van instal·lar a Dimona, al desert de Nègueb, a on van crear el barri de Kfar Hashalom (la villa de la Pau) el 1971. Kfar Hashalom fou instal·lat en un centre construït a la dècada de 1950 per integrar nous immigrants jueus de Rússia. Ben Carter es va passar a dir Ben Ammi Ben-Israel (fill del meu poble, fill d'Israel). El 1972, l'estat d'Israel van atorgar als membres de la comunitat l'estatus de residents temporals amb permís de treball. Degut a l'augment de l'emigració, però, aquests permisos foren revocats.
A partir de 1972 els membres del grup no es van beneficiar més del permís de treball i la comunitat va esdevenir molt pobre. No es coneixen gaire les fonts de finançament que tenien en aquella època però en part vivien de les donacions dels membres de la seva comunitat que vivien als Estats Units. Entre el 1975 i el 1985 als Estats Units hi van haver molts processos contra els Hebreus Israelians referits a delictes financers. Avraham Butler (germà d'Eddie Butler) va explicar que els músics de la comunitat van ajudar-la: "Tots els diners que havíem guanyat gràcies a la nostra música, l'havíem dipositat en un fons comú de la comunitat, per ajudar aquells que no tenien feina i els era difícil guanyar diners".
El fet de no tenir ciutadania israeliana també era un problema per als nens de la tercera generació que no eren estatunidencs ni israelians, així que es trobaven sense nacionalitat.
Les autoritats israelianes van intentar diverses vegades expulsar el grup, però ells no van marxar perquè "les autoritats van evitar expulsar-los perquè no fossin acusats internacionalment de discriminació racial". Tot i això, Israel preferia una política d'assetjament per descoratjar que continuessin al país.
Per altra banda, els Israelians hebreus africans intentaren que l'estat d'Israel els acceptés. Els músics del grup van distreure les tropes israelianes durant la guerra del Yom Kippur de 1973. Tot i això, les particularitats religioses, la pràctica de la poligàmia i algunes provocacions verbals no ajuden a la seva situació. Després d'haver intentat d'obtenir un estatus legal davant la Cort Suprema Israeliana, Ben Ammi va amplificar la seva retòrica, publicant al The Baltimore Sun que "dos milions de negres arribarien d'Amèrica per recuperar la seva pàtria, Israel". Una revista israeliana va descriure la seva columna com una "follia". El 1986 un grup de 50 persones foren arrestats, de les quals 37 foren expulsats, en el moment de les relacions més difícils entre els Black Hebrews i l'estat Jueu.
En aquest clima de tensió perpètua, hi van haver moltes polèmiques que oposaven el grup amb l'estat. Van comparar a un Primer Ministre d'Israel amb Adolf Hitler, a més d'altres acusacions de racisme anti-negre. Les autoritats israelianes, al mateix temps, van criticar que havien fet declaracions antisemites. Citant un article del Dallas Morning News del 27 de juliol de 1997, un dossier del FBI indica que "Els adherents (...) a Israel van utilitzar expressions antisemites, considerant els jueus israelians com impostors".

### Autorització de residència a Israel

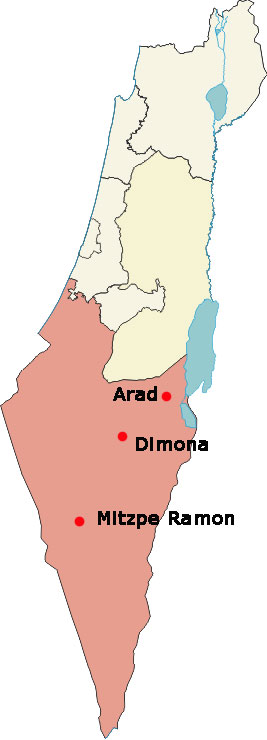
Els tres principals pobles on viuen els Black hebrews a Israel. Dimona n'és la més important.

A la dècada de 1980 van millorar progressivament les relacions dels israelites hebreus africans amb el govern. Aquest tenia la voluntat de resoldre un problema que perdurava i no volia ser acusat de racisme."Als anys 80, un comitè especial del govern, dirigit pel parlamentari David Glass, del Partit Nacional Religió, va recomanar que Israel establís una comunitat agrícola pels hebreus negres al Nèguev o al Wadi Araba (extrem oriental del Nèguev). El 1989 "el ministre d'interior va trobar-se amb Ben Ammi" per a trobar unan solució. El 1990 es va acordar donar-lis permís de treball. El 1991, el govern israelià va acordar amb els membres del grup l'estatut de residents temporals. Aquestes millores foren afavorides per l'intervenció del Black Caucus (l'associació dels demòcrates electes negres del Congrés dels Estats Units) a canvi que la comunitat prometés que no acceptaria més immigrants fins que fos resolt el seu estatus.
La música ha tingut un rol important en el reconeixement del grup, ja que els músics havien tocat sovint a Israel. La participació d'Eddie Butler al Festival de la Cançó d'Eurovisió 1999 amb el grup Eden representant a Israel fou important i el fet que els músics de la comunitat toquessin en diversos actes públics, van contribuir a assolir una imatge positiva. El 2006 Associated Press va escriure "després d'haver estat marginalitzats durant quatre dècades, les coses van canviar finalment per la comunitat, en gran part gràcies a la música de persones com Butler".
El sentiment d'un destí comú amb els israelians va créixer. El gener de 2002, un membre de la comunitat de 32 anys, Aharon Ben Ellis, fou assassinat en un atemptat palestí quan estava en un Bat Mitsvà per cantar-hi, al poble de Hadera. En el seu funeral, l'oficiant hebreu israelià africà va declarar "hem de sacrificar els nostres fills per provar el nostre mèrit i per ser reconeguts als ulls d'Israel". La demanda d'obtenció de la ciutadania, o almenys d'un permís de resident permanent era antic. A la dècada de 1990 el govern havia acceptat aquesta hipòtesi, tot i que els partits ultra-ortodoxos s'hi oposaven. Després de l'atemptat aquesta "demanda de la secta pel reconeixement ha rebut la simpatia pública". El 2003, Avraham Poraz, el ministre d'interior del Shinouï, un partit laic tradicionalment oposat als ultra-ortodoxos va decidir, en acord amb el govern d'Ariel Xaron, d'atorgar-lis l'estatut de residents permanent, que els dona dret a votar en les eleccions locals, tot i que no tenien la ciutadania israeliana.
Des de l'atribució de l'estatut de residents permanents el 2003, els membres de la comunitat van complir cada cop més el seu servei militar com a voluntaris. Intentaren integrar-se, lluny de les polèmiques dels anys 70 i 80. Uriahu Butler fou el primer a entrar a l'exèrcit el 29 de juliol de 2004, i fou seguit per molts nois i noies. La direcció del Tsahal va acceptar donar-lis menjar respectant les prescripcions alimentàries dels "hebreus israelites africans" i els van donar sabates i uniformes sense cuir (que estava prohibit per les seves creences). El 2006 uns quants joves de la comunitat van servir en l'exèrcit.
Pels residents permanents que no es beneficien de la llei del Retorn, la llei israeliana permet la demanda de la ciutadania després de 4 anys de tenir aquest estatut, si les autoritats hi estan d'acord. Des de l'agost de 2007, els membres de la comunitat han indicat que faran aquesta demanda de manera individual. A principis de 2009, els primers membres de la comunitat van començar a rebre la nacionalitat israeliana, el ministeri de l'interior demanen "que d'altres membres de la comunitat dels hebreus negres poden rebre la ciutadania".
La percepció dels hebreus israelites africans ha estat bona a Israel després dels seus primers moments difícils. El Ministeri d'Afers Exteriors d'Israel va escriure en un document oficial el 2006: "Avui, els portaveus de la comunitat han contribuït de manera eficaç a l'esforç nacional de relacions públiques"."L'agost de 2008, el president israelià, Shimon Peres va celebrar el 85è aniversari de Dimona visitant l'establiment, la Vila de la Pau, on va fer un elogi de Ben Ammi i el seu poble. "La vostra comunitat ha estat estimada a Israel", va declarar Peres, "Doneu al país bon humor, cançons i l'esperit d'un món millor". Va assegurar que els hebreus negres que Israel no tolera cap discriminació i que els ajudarà a facilitar la seva transició cap a la ciutadania. "Les nostres mans són les vostres, el vostre destí és el nostre destí", va declarar Peres".
La comunitat dels israelites hebreus negres d'Israel no ha deixat de créixer des de la dècada de 1970 per la immigració il·legal (oficialment interrompuda a inicis dels anys 90) i el creixement natural. El 2006 eren al voltant de 2.500 que vivien sobretot en el seu quibuts urbà de Kfar hashalom ("Jardí de la pau") i en altres ciutat de desenvolupament del Nèguev, Arad i Mitzpe Ramon. A part de les tres ciutats principals, també se'n troben petits grups a altres ciutats, sobretot a Tiberíades. ·  Segons el ministeri d'afers exteriors israelià, Shomrei Hashalom és "un dels kibbouts urbans més grans d'Israel", amb una població d'unes 2000 persones el 2006. El 1999 més de la meitat havien nascut a Israel. Cal esmentar que el nombre d'hebreus negres que viuen a Israel ha estat controvertit i la comunitat no dona xifres precises. Diuen que aquesta posició es deu a la seva interpretació d'un passatge de la Bíblia que prohibeix comptar-se. Israel estima que el 2006 hi havia entre 2000 i 3000 hebreus negres. Les estimacions sobre els seus membres als Estats Units encara són menys precises.

### Hebreus Israelites negres a fóra d'Israel
L'organització dels hebreus israelites negres de Jerusalem no és present només a Israel, si no que també en viuen membres a les grans ciutats dels Estats Units com Los Angeles i Washington DC. També hi ha comunitats a París i a Benín, a on han erigit un poble seguint el model d'un quibuts. També hi ha grups menys importants a Cleveland, Chicago, Houston, Atlanta, Charleston, Tallahassee, Vicksburg i Saint Louis. No es coneix el nombre exacte dels que viuen als Estats Units). Les estimacions més altes diuen que n'hi ha 30.000 a tot el món, però aquesta xifra podria ser exagerada. El 2006, Yaffa Bat-Gavriel, la secretària de l'aldea de Kfar Hashalom diu que n'hi podria haver uns 20.000, que hi ha qui diu que també és una xifra exagerada.
Al principi, els estatunidencs no van tenir una bona percepció dels hebreus israelians negres, ja que els consideraven com una secta d'il·luminats i es consideraven perillosos.
El 1999 el FBI va fer-ne un seguiment enquadrat en el Project Megiddo (una enquesta sobre els grups religiosos o polítics estatunidencs que eren potencialment perillosos). El FBI va afirmar que "Alguns segments dels BHI (hebreus israelians negres) poden anar vers la violència cap a finals del segle. Aquest moviment ha estat associat a actes de violència extrems en un passat recent i les informacions actuals de diferents fonts indiquen que les faccions extremes dels grups BHI es preparen per una guerra de races a l'acabar el mil·lenni. Els deixebles violents dels BHI poden ser descrits generalment com partisans d'una forma extrema de supremacisme negre". En aquest informe, els hereus israelians negres es refereixen al sinònim genèric dels Black Hebrews i no com el nom d'una organització específica. La Nation of Yahweh, un grup supremacista negre que no està relacionada amb l'organització de Ben Ammi Ben-Israel també és citada, tot i que els hebreus negres de Dimona també són presentats en l'informe: "tot i que ells promouen la no-violència, els membres del moviment de Ben-Israel han mostrat una voluntat de fer activitats criminals". L'informe admet, amb alguns dubtes que "els BHI d'Israel en general són passius, tot i que hi ha alguna controvèrsia". En aquest informe hi ha una nota a peu de pàgina que indica una cara positiva, "l'informe no diferencia clarament entre els moviments americans radicals com la Nation of Yahweh i altres grups d'hebreus negres, com els partisans de Ben-Ami. Tots són presentat com faccions BHI més que com moviments clarament separats".
El 1999 el grup és percebut com a ambigu als Estats Units. El 2002, un article encara declara: "Els hebreus israelians tenen una història de criminalitat". Com a Israel, els últims anys, ha millorat la imatge que tenen els estatunidencs de la comunitat. Així, el 2004, el Departament de justícia dels Estats Units va declarar, sobre l'informe Megiddo: "no hi ha cap indici que suggereixi que el grup o el seu líder, Ben Ammi Ben-Israel, hagin tingut o tenen activitats violentes (...). Ens penedim dels informes negatius sobre (...) Ben Ammi Ben-Israel. ».
El grup ha anat tenint més respectabilitat gràcies als seus restaurants vegetarians Soul vegetarian i de la seva xarxa de botigues Afrika.
Tot i això als Estats Units hi continuen havent reserves sobre els hebreus israelians negres. Per exemple, el 2005 hi va haver un procés contra els pares d'un bebè que va morir a Florida que es va considerat que s'havia degut a un règim vegetarià massa estricte de la família, que pertanyien suposadament a aquest grup. Degut la magnitud de la polèmica, el ministre de sanitat divina del grup va precisar que "hi ha molts comunitats afroamericanes que tracen el seu llinatge fins als israelians bíblics. Però elles no són necessàriament associades. La nostra comunitat és específicament els the African Hebrew Israelites of Jerusalem o el the Kingdom of Yah. (...) Nosaltres no tenim cap relació amb aquesta família ni coneixem el seu règim dietètic específic", abans de detallar el règim alimentari dels infants de la comunitat. El Rick A. Ross Institute, una organització dedicada a l'estudi dels cultes destructors ha creat un dossier sobre els hebreus israelians africans que es pot consultar a internet.
El grup també té una petita comunitat a Anglaterra que al 2003 tenia entre 15 i 20 membres. El 2003, el seu responsable es feia anomenar Yehoeshafaht. La premsa britànica va fer reportatges negatius sobre aquest grup, sobretot a The Voice de Londres. Un dels articles indica que els Black Hebrews s'han implantat en els Territoris palestins ocupats, però no cita el nom de les seves instal·lacions al Nèguev. Així, s'indica que els membres "han estat implicats en morts" i cita com a exemple la Nation of Yahweh, un grup radical nacionalista negre estatunidenc, que està presentat com "dissidents del culte" dels hebreus israelians negres (de fet, Yahweh Ben Yahweh, el líder de la Nation of Yahweh havia estat un antic membre de la Nation of Islam i no hi ha cap font que negui que hagi format part de la African Hebrew Israelite Nation of Jerusalem).
El grup també té comunitats a Accra, Ghana i a Johannesburg, Sud-àfrica.

## Pràctiques i ideologia
Els African Hebrew Israelites of Jerusalem són coneguts sobretot per la seva reivindicació que els antics hebreus són els seus avantpassats i per la seva insistència en tenir una vida sana i natural: ecologisme, vegetarianisme i activitats esportives.

### Nacionalisme negre
El Nacionalisme negre està present de manera clara en la base del grup, però amb el temps, ha evolucionat. El grup s'ha centrat essencialment en els africans assimilats als negres (ells es defineixen a si mateixos com hebreus israelians africans) i un dels llibres de Ben Ammi Ben-Israel (Ben Carter) es titula God the Black Man and Truth (Déu, l'home negre i la veritat). La polarització pigmentària absoluta i l'organització hah acceptat alguns membres blancs.

Mapa d'Àfrica segons els African Hebrew Israelites of Jerusalem. Per ells, el continent africà inclou una part de l'Orient Mitjà.

Segons l'organització, Àfrica no s'atura a Egipte, sino que engloba una part d' Orient Mitjà (incloent-hi Israel, Jordània i la Península Aràbiga). "Ells proclamen que Israel és una terra africana que va ser poblada originàriament per pobladors africans (...). Els historiadors europeus, els especialistes de la Bíblia i els traductors han conspirat per dissociar Israel i Egipte d'Àfrica". Aquest allargament de les fronteres africanes i aquesta reinterpretació de la història de la Bíblia els permet proclamar-se a la vegada africans i israelians. "Aquest mapa d'Àfrica, un suport fonamental de la identitat dels hebreus negres, es mostra a tota la comunitat (...) com una imatge que és present a moltes cases. D'acord amb aquesta visió, els textos oficials de l'organització presenten a Israel com una part d'Àfrica del Nord.
Si els antics israelians són vistos com a africans, tots els africans no són pas israelians: "la Península àrab i (...) Orient Mitjà estan físicament lligats al continent Africà. Els africans es van desplaçar lliurement per tot el món. Després de la invasió de l'Imperi Romà a l'any 70, els supervivents dels hebreus israelians negres van marxar de Jerusalem. Durant més de 1000 anys, un bon nombre d'ells van emigrar a través del continent africà fins a arribar a l'Àfrica Occidental. D'allà foren portats a Amèrica, on es van convertir en les víctimes de l'esclavitud més cruel i inhumana de la història"."Déu ens va exiliar a l'Àfrica Occidental perquè no havíem respectat els seus manaments. Forem estrangers a Àfrica. Però hi hagué l'esclavitud: vam ser deportats als Estats Units. Com hebreus, som diferents dels altres esclaus. Avui dia, volem retornar a Israel".
Els africans occidentals són considerats com relacionats de manera particular amb els antics israelians, de la mateixa manera que els lemba d'Àfrica del Sud i els falashes d'Etiòpia: "Sabem que molts africans occidentals, sobretot els ashantis, són descendents directes dels hebreus antics".
Insistint en certes especificitats, els hebreus negres afirmen al mateix temps les seves arrels africanes. "Les dones porten vestits de colors vius d'estil africà: (...) la comunitat importa vestits d'Àfrica" i també es pretén el retorn a Àfrica, a part de a Israel.
Les arrels afroamericanes també són igualment importants: el grup encara observa els Estats Units i l'Institut per la resolució de conflictes que van crear el febrer de 2005 es diu Martin Luther King (nom complet: "Institut Doctor Martin Luther King - Ben Ammi per una nova humanitat"). El 1995 Ben Ammi Ben-Israel va participar en la Marxa d'un milió d'homes, una gran manifestació negre organitzada per la Nation of Islam estatunidenca, que va acollir participants de totes les ideologies, des de l'associació de negres del Partit Demòcrata dels Estats Units, el Black Caucus de la Cambra de Representants dels Estats Units i fins als negres del Partit República dels Estats Units.
Als orígens de les diferents organitzacions estatunidenques d'hebreus negres, els jueus eren considerat com uns imitadors il·legítims dels antics hebreus. "A la dècada de 1970, els African Hebrew Israelites van proclamar (...) que ells eren els hereus legítims de la terra d'Israel i que destruir l'estat jueu era una part de la seva missió. Després de finals dels anys 80, (...) els hebreus negres van reconèixer que l'Israel bíblic va ser una societat multiracial de la qual, després de la destrucció del segon temple l'any 70, la seva població fugí cap a Europa, Àsia i Àfrica". Avui en dia, els jueus són reconeguts oficialment com els israelians legítims i el discurs de l'organització no està centrat exclusivament en els negres. La comunicació oficial ha esdevingut explícitament basada en la idea que els hebreus israelians negres són tant jueus com els altres, cosa que implica, lògicament, l'acceptació dels jueus. Així, un dels portaveus de la comunitat, Yaffa Bat-Gavriel, " critica que el gran rabinat d'Israel no els accepti com a jueus (...) ells han acordat la nacionalitat israeliana a milers de russos que no eren originàriament juegus, però a nosaltres, ens la refusen! i els israelians etíops poden provar veritablement la seva ascendència jueva millor que nosaltres? (...) Nosaltres som jueus".
La comunitat intenta englobar el nacionalisme negre dels Estats Units amb el nacionalisme jueu. Com a nacionalistes negres, refusen el nom d'esclaus i volen la independència del món blanc. Els deportats negres dels Estats Units van rebre un nom cristià i un cognom de família (el nou cognom familiar podia ser el nom de la família del seu antic propietari, el d'una personalitat que aquest apreciava o el d'una característica física del deportat) que estaven imposats pel propietari de l'esclau.
La pràctica del canvi de nom es remunta a principis del segle XX i fou popularitzat per la Nació de l'Islam a partir de la dècada de 1930, que va encoratjar-los a que tinguessin un nom musulmà (per exemple, Mohamed Ali), o també l'adopció d'un nom africà (Stokely Carmichael va passar a dir-se Kwame Toure) o amb el símbol X (Malcolm X). Els nacionalistes negres no musulmans generalment adoptaven un nom africà. Els sionistes van adoptar un nom hebraic que simbolitzava el retorn a la seva terra ancestral i el final del seu exili. Els hebreus israelians negres, a l'adoptar els nous noms hebraics, van barrejar les dues tradicions: primer refusaven el seu antic nom d'esclaus" i l'intent de millorar les seves relacions amb Israel identificant-se a una pràctica sionista. No tots els membres de la comunitat utilitzen el seu nom hebreu. Per exemple, Eddie Butler utilitza més el seu nom americà que el seu nom complet, que és Eddie Butler Ammiram Ben Yishay.
Tot i que encara són nacionalistes negres, volen integrar-se a la societat israeliana i han encoratjat el servei militar. També intenten aprendre l'hebreu. Els que han nascut a Israel són bilingües i parlen les dues llengües. Als Estats Units també s'encoratja als seus membres que aprenguin hebreu.

### Vida comunitària

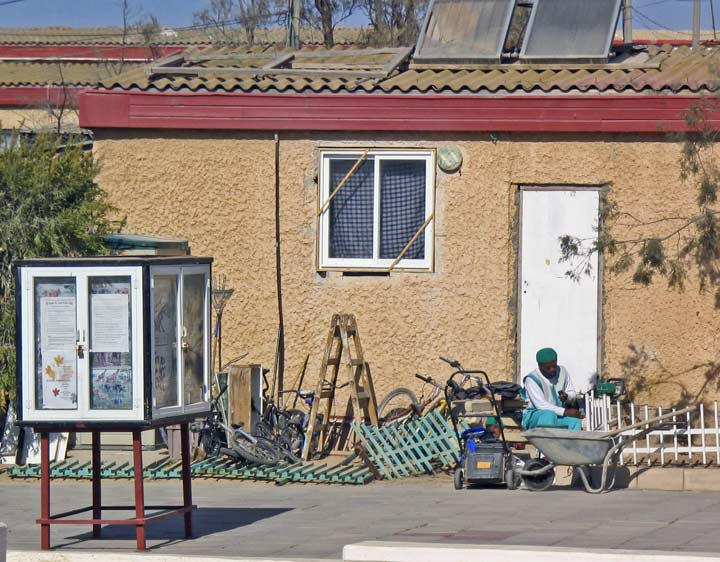
Foto de l'interior d'un quibuts urbà de Kfar Hashalom el 2006.

La majoria de les persones de la comunitat que viuen a Israel ho van en quibuts de Kfar Hashalom, a Dimona, que pertany al Moviment quitbutsià unificat (TAKAM, la principal federació de quibuts israelians). Els hebreus israelians negres tenen una escola pròpia, l'escola de la fraternitat (School of Brotherhood) que ha estat pagada en part pel govern dels Estats Units amb una donació de 750.000 dòlars i a la qual l'estat d'Israel en paga la majoria de professors i una maternitat, el Natural child birthing center, en la que els nens neixen de manera natural sense utilitzar drogues ni cirurgia tenint en compte la seva ideologia naturalista. Tenen una forma de vida comunitària.
L'endogàmia és gairebé total: no només és animada pel grup, si no "de facto", també per la llei israeliana, que atorga el monopoli dels matrimonis dels jueus als rabins ortodoxos. Com que ells no els reconeixen com a jueus, refusen casar-los amb jueus; això limita molt la possibilitat que es casin fora de la seva comunitat (Els matrimonis que s'han fet a l'estranger són reconeguts per la llei israeliana; això pot esquivar el refús dels rabins de casar a un jueu amb un no jueu, si es casen a fora del país. Tot i això, sembla que aquesta possibilitat ha estat poc utilitzada pels hebreus negres d'Israel.).
S'ha proposat als membres de la comunitat que es converteixin oficialment al judaisme, però ells ho han refusat fortament: ells ja es consideren hebreus incontestables. Tot i això, alguns individus ho han fet, com per exemple el cantant Eddie Butler.
"Els hebreus israelians tenen una estructura de direcció, amb Ben Ammi al cap del consell de 12 prínceps, que supervisa el desenvolupament espiritual del quibuts. Dotze ministres més, que formen el consell de gestió de la comunitat, controlen els afers quotidians respecte l'economia, l'educació, els esports, el lleure i la informació, entre d'altres. El sacerdot de la comunitat s'ocupa dels casaments, del shabbat i de la circuncisió dels nens"." El febrer de 2005 van obrir l'Institut Doctor Martin Luther King - Ben Ammi per una nova humanitat, un centre de resolució de conflictes a Dimona, per formar sobre la no-violència i la reconciliació holística de les famílies, les comunitats, les religions i les nacions.
La comunitat ha estat acusada de ser una secta opaca i tancada. Així, el Jerusalem Post de desembre de 2005 va afirmar: "a Dimona, la comunitat no obre pas lliurement les seves portes als forans (...) no es pot visitar sense estar acompanyat." El diari també parla de sospites d'activitats criminals. El foto-reportatge realitzat pel professor Dennis Fox el 2006 indica que "jo he vist una separació entre la comunitat i la resta de la gent de Dimona, però no hi ha cap barrera física, però ells viuen en un barri separat del poble. Les cases i institucions extracomunitàries són a l'altre costat del carrer. Els no-membres hi entren freqüentment i reben una bona acollida. Es poden fer visites, però cal demanar-ho amb temps. Hi ha fonts que remarquen l'obertura del grup en l'entorn israelià: volen obtenir la nacionalitat, molts membres treballen fora el Kfar Hashalom, els joves fan el servei militar i la majoria dels professors de l'escola són israelians.

### Organització econòmica de la comunitat

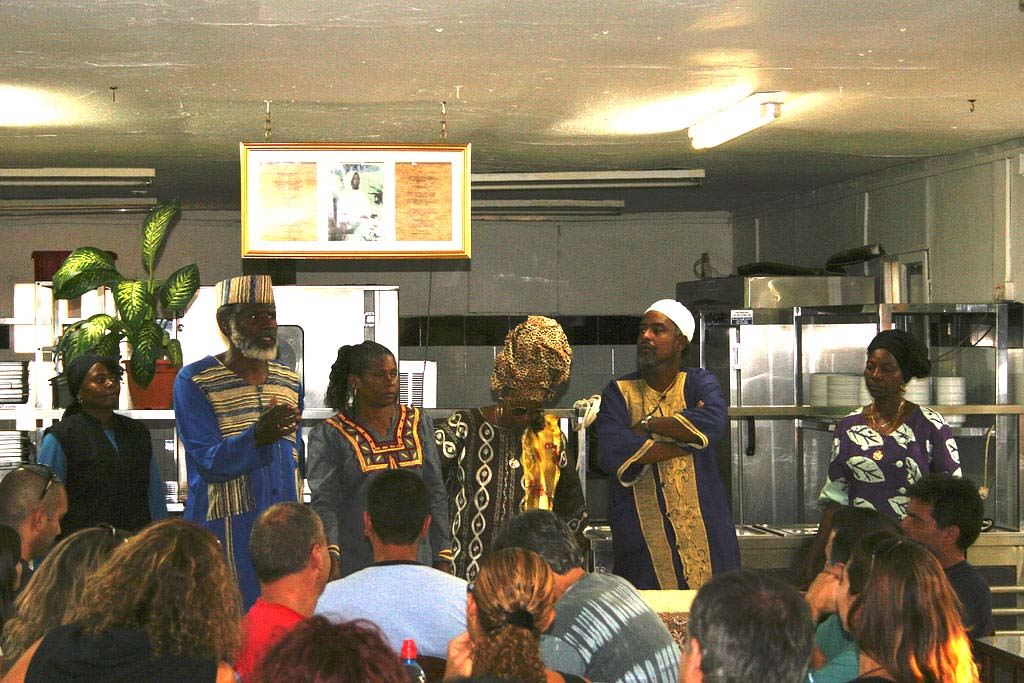
Visita de la comunitat organitzada el setembre de 2005.

El seu nivell de vida mitjà a Israel era modest, però entre les dècades de 1970 i 1980 va millorar. Primer no tenien permís de treball. Les famílies, molt nombroses degut ala poligàmia i a les doctrines de promoció de la natalitat viuen sovint en llars superpoblades. El 2007, els "serveis anti-incendis foren alertats del fet que (...) "el poble de la pau" (de Dimona) tenia risc d'incendis. Meir Cohen, l'alcalde de Dimona va decidir donar a la comunitat (...) la seva pròpia parcel·la de terra a la ciutat". Aquesta possibilitat de crear un nou barri va permetre a les noves generacions (tenien un gran índex de natalitat) de poder viure fora del degradat kfar shalom. "En la seva nova propietat, esperen no només construir cases més confortables, sino també construir noves atraccions turístiques com un centre de benestar, centres sanitaris i restaurants que reflectint el mode de vida de la comunitat".
Sembla que la seva economia estigui en auge, tot i que la comunitat encara és dependent d'ajudes socials, de les que es beneficien gràcies a la seva natalitat elevada. Hi ha gent que els ha acusat de tenir males pràctiques a l'hora de demanar ajudes, per exemple, no declarant els decesos. Això també ho farien amb el sistema de sanitat estatunidencs, ja que mantenen la nacionalitat estatunidenca i reben ajudes de membres que no tenen realment aquesta nacionalitat."També hi ha acusacions no provades que hagin fet pirateria informàtica i falsificacions". Aquestes acusacions no són noves i a quan els hebreus negres no podien treballar a Israel, buscaven fons d'ajudes socials als Estats Units. És difícil dir si aquestes pràctiques encara estan en vigor. Al 2007 els tribunals israelians han investigat a la comunitat.
Després que a principis de la dècada de 1990 obtinguessin el permís de treball, la comunitat va desenvolupar les seves activitats econòmiques i van dependre menys dels fons que provenien dels seus contribuents americans.
El barri de Kfar Hashalom de Dimona, "té el seu model de quibuts, assegura la seva subsistència gràcies als seus restaurants vegetarians, la confecció i venta de vestits de cotó de colors vius i els seus grups musicals (El cantant Eddien Butler, per exemple, va representar a Israel al Concurs d'Eurovisió els anys 1999 i 2006) (...). A més amés, tenen la seva fàbrica de productes vegetarians, a base de tofu, que també venen. Tenen indústries de llet i de formatge de soja. (...) De totes maneres, tenen poques vendes i molts hebreus negres treballen fora del barri, (...) o tenen feines simples. (...) Han rebut l'autorització de desenvolupar la seva agricultura ecològica, que els ajudaria a desenvolupar-se, ja que a Israel, com a Europa, aquests productes són molt apreciats". ».

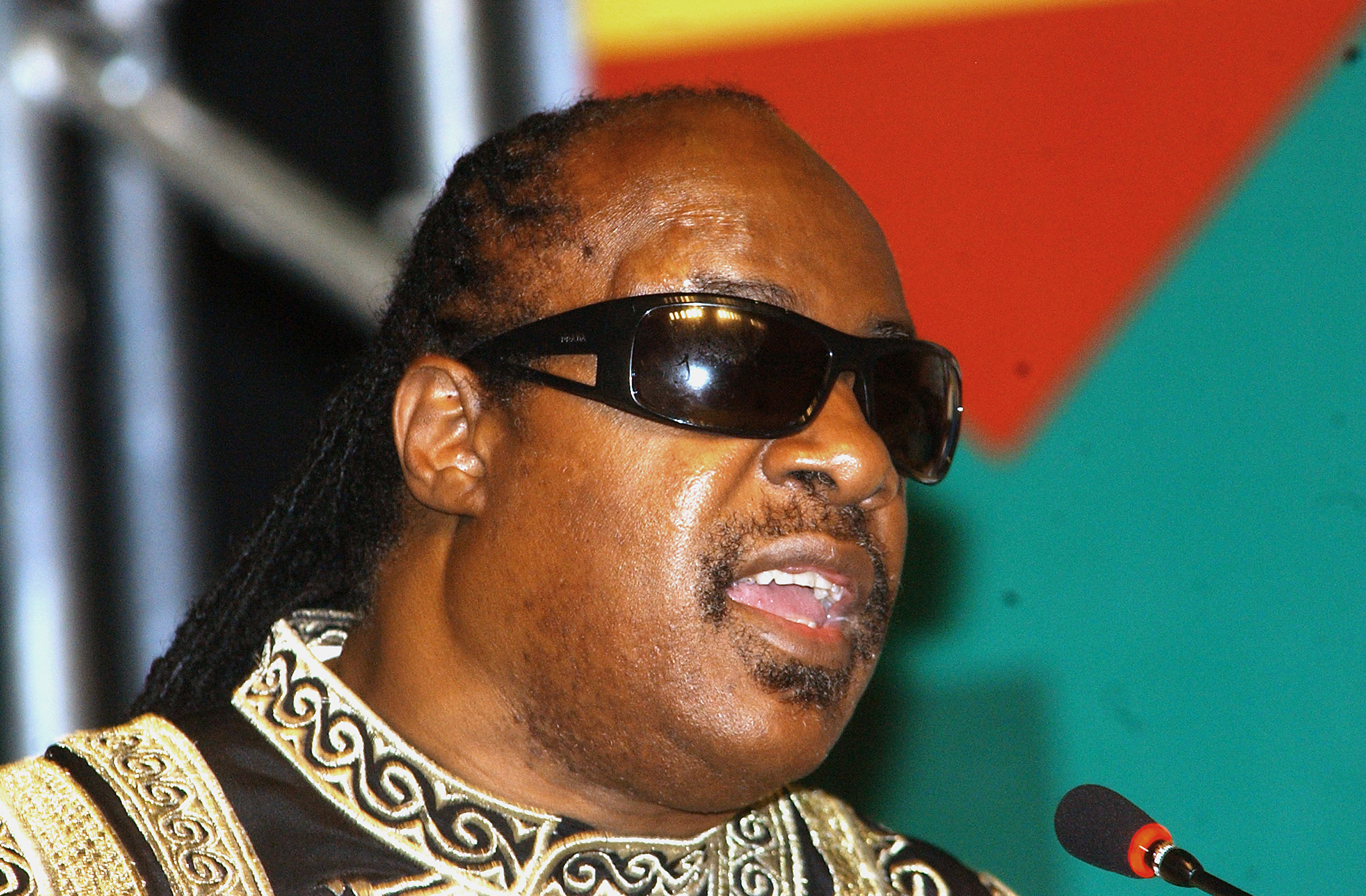
Stevie Wonder, client de la fàbrica de vestits de la comunitat.

Tot i que la fàbrica tèxtil és menys important que la indústria vegetariana, s'ha desenvolupat positivament i han tingut clientela entre l'elit estatunidenca. Per exemple, Whitney Houston, Stevie Wonder i Oprah Winfrey són alguns dels famosos que hi compren productes. El 2003 Whitney Houston va visitar la comunitat dels hebreus israelians negres de Dimona.
També cal destacar el grup de ballet de la comunitat. Aquest ha participat en festivals internacionals i en el seu centre de Dimona. Diversos membres de la comunitat són músics i cantants de renom com el solista del grup Eden, Eddie Butler. A la comunitat té la productora musical i artística Royal Kingdom Productions que produeix i distribueix als seus artistes.
A Dimona hi tenen botigues en els que hi venen els seus productes i hi ha el African Edenic Heritage Museum, en el que hi presenten la seva visió de la història dels hebreus i els africans.
Els hebreus israelians negres també han creat empreses als Estats Units. Creuen en l'auto-organització econòmica de la comunitat negre a través de les empreses "negres", tal com va encoratjar la Nació de l'Islam a partir de la dècada de 1930.
Per exemple, a Atlanta tenen empreses com la llibreria Wisdom Hut, el Center for Multimedia Education, restaurants vegetarians de la cadena Soul vegetarian (ànima vegetariana) o la botiga Afrika (també en tenen una cadena d'establiments als Estats Units). També hi ha restaurants de la seva cadena a Charleston, Saint Louis (Missouri), Chicago, Saint-Croix, Tallahassee i a Washington DC. En general, les seves empreses estan especialitzades, tot i que no exclusivament, entorn a la idea de salut, sobretot a través de la nutrició, cosa que és coherent amb els seus ideals religiosos. Tot i que aquestes estiguin ben implantades, els seus beneficis són limitats i el nivell de vida dels membres de la comunitat encara és generalment modest.
La comunitat també ha desenvolupat activitats econòmiques a Àfrica Occidental. Tenen empreses a Ghana i a Benín.

### Normes alimentàries
Les normes alimentàries dels hebreus israelians negres prohibeixen la carn i els productes d'origen animals com la llet, però no alguns com la mel. Ho fan seguint una interpretació molt estricte del llibre del Gènesis:"I Déu va dir: Aquí està, jo us dono totes les herbes que són la llavor i que està a tota la superfície de la terra, i tot arbre que porten fruits que són les llavors: serà la vostra font d'alimentació". La comunitat també prohibeix el consum de begudes alcohòliques, a excepció d'una mica de vi, que fabriquen ells mateixos, tabac, cafè i additius químics. S'anima a que mengin aliments biològics.
Com que són vegetarians no segueixen l'alimentació casher dels jueus, que marquen les normes sobre els productes alimentaris d'origen animal (tot i que hi ha alguns aliments d'origen vegetal, com el vi que també són afectats per les normes casher).
La insistència sobre la sanitat i la prevenció és molt important en l'ensenyament del grup. La gimnàstica és gairebé obligatòria: "Ben Ammi ens recomana tres sessions de quaranta-cinc minuts setmanals. (...) El règim practicat es compon només de fruites, llegums, cereals complets, sucre morè i mel". El 1973 van començar a ser obligatòries les pràctiques esportives. Des de 1980 es va començar a recomanar que no es consumís sal comuna.
El 1998 el metges estatunidencs van visitar la comunitat d'Israel i van constatar que només el 6% patien hipertensió arterial (el 30% dels afroamericans en pateixen). Només el 5% pateixen obesitat (els afroamericans dels Estats Units en són el 32% i el 50% de les dones afroamericanes en són). L'alimentació i la vida poc sedentària ajuda a que els membres de la comunitat siguin longeus.
La reputació del mode de vida dels hebreus israelians negres ha traspassat les fronteres d'Israel. Segons el ministeri d'Afers Exteriors del país afirma que "les pràctiques en matèria de sanitat i el programa d'agricultura biològica de la comunitat han fet que molta gent de tot el món els hagin visitat, sobretot funcionaris de governs africans".

### Idees i pràctiques religioses
Tot i les normes religioses molt específiques i codificades, els hebreus israelians negres no volen ser definits com un culte: "no ens subscrivim a cap religió perquè les religions només divideixen els homes". Es defineixen simplement com els descendents dels antics hebreus que segueixen les lleis de Déu. Sense prejutjar les raons originals d'aquesta presentació, semblen tenir almenys tres avantatges: els permet contestar l'acusació recurrent que són una secta, els evita tota polèmica amb l'entorn jueu per definir qui té la religió veritable i els pot afavorir el proselitisme en el sí de la comunitat afroestatunidenca perquè la seva religió és oberta. Tot i aquest anunci oficial, el grup té una disciplina religiosa estricta. Tot i que l'anunci d'Eddie Butler de convertirse al judaisme rabínic no va significar la seva expulsió de la comunitat, Ben Ammi exerceix un control estricte de la seva vida social.
En Ammi Ben-Israel és "el dirigent espiritual dels hebreus israelians de Jerusalem. Un examen de la història bíblica ens mostra que no és pas rar que Déu tingui un representant personal sobre la terra i d'investir la seva autoritat en aquest representant (...) cap messiànic del reialme de Déu". La referència messiànica és forta (a la Bíblia es parla del Messies). Ben Ammi es compara amb Abraham, Moisès, el Profeta Jeremies i el mateix Jesús i és el missatger enviat per Déu. Ben-Israel és presentat com "líder espiritual" i no com cap temporal. De fet, és el responsable d'un consell dels dotze prínceps de la comunitat (del qual ell n'és membre i que són 12 igual que les tribus d'Israel); tot i això, ell no forma part del consell de gestió. A la pràctica, apareix com el responsable polític de l'organització. Ell no té oficialment tot el poder, tot i que la seva autoritat és incontestada i hi té un immens poder.
Tot i que no són cristians, no es rebutja a Jesús. No és interpretat un sentit "israelià". Un dels llibres de Ben-Israel es titula Jesus the Christian Christ or Yeshua the Hebrew Messiah (Jesús, el crist cristià o Yeshua, el messies hebreu). Aquesta acceptació parcial de Jesús (com a representant de Déu i no com a fundador d'una nova religió que trenca amb els israelians) mostra l'origen dels hebreus negres i s'apropa als corrents del judaisme messiànic que afirmen a la vegada el seu judaisme i la seva acceptació de Jesús com a Messies dels jueus. El Judaisme messiànic és un corrent essencialment estatunidenc.
La Bíblia és el seu llibre de referència. El Talmud es rebutja, ja que és considerat com una innovació tardana que no té cap legitimitat religiosa.
Déu s'anomena Déu o Yah, una forma particualr de Yahvé, que es troba en la forma de  יָהּ en 26 llocs de la Bíblia hebraica (per exemple Èxode 17:16, en la versió original en hebreu), sense comptar amb les formes composta (com en al·leluia: « Louez Yah »). Tot i certa relativa raresa en la utilització bíblica, aquest terme ha esdevingut dominant entre els hebreus israelians negres, sens dubte per voluntat de diferenciació. Aquesta utilització preferencial es retroba també entre els rastafari (sota la grafia llatina Jah).
La comunitat no té rabí, ja que refusa el Talmud, tot i que els seus sacerdots són tots homes.

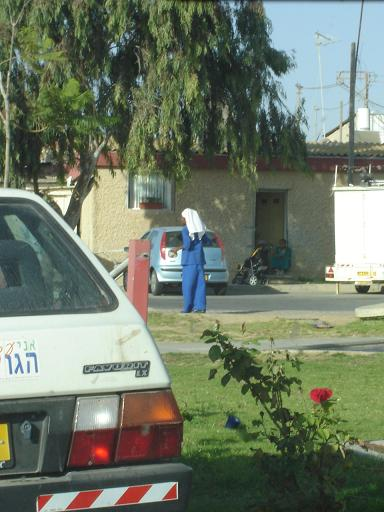
Dona de la comunitat amb els cabells coberts a Dimona.

Els hebreus israelians negres de sexe masculí porten la kippa o un bonet i les dones porten un fulard que els tapa els cabells, com jueus ortodoxes. En les fotos, es pot remarcara que si tots els homes tenen el cap cobert, hi ha una minoria de dones que tenen els cabells descoberts.
Els hebreus negres (terme vernacular que també pot ser utilitzat per altres grups afroamericans) "accepten i practiquen la poligàmia, amb un màxim de set dones per home. Això no és pas estrictament prohibit pel judaisme ortodox, però és una pràctica que gairebé no es practica (Algunes famílies poligàmiques jueves ortodoxes van immigrar del Yemen a Israel a la dècada de 1990, tot i que és un fenomen molt estrany: les comunitats jueves azkenazites van abandonar la poligàmia a l'edat mitjana, després de la decisió (Takkanah) de Rabbenou Guershom al segle xi (que admet algunes excepcions molt teòriques) i altres comunitats jueves van renunciar-hi al segle xx degut a la influència dels primers), però és prohibida per l'estat d'Israel. Ben Carter té 4 dones i 13 fills a Israel. Degut a la prohibició de la poligàmia de la llei israeliana i a la voluntat d'esdevenir ciutadans israelians, els hebreus negres afirmen que no celebraran més matrimonis poligàmics, tot i que els que ja existeixen resten en vigor. La visió de la família és clarament natalista, en aplicació del què diu la Bíblia: "creixeu i multipliqueu-vos" (Gènesi 1:28, Gènesi 9:1 i Gènesi 9:7) i les famílies normalment són nombroses.
Les prescripcions bíbliques caigudes en desús en el judaisme ortodox són respectades, cosa que els apropa a certes pràctiques dels Beta Israel (jueus d'Etiòpia) o els Samaritans. Així, hi ha regles de puresa específiques com prohibicions sexuals per les dones: 40 dies després del naixement d'un fill i 80 dies després que hagi nascut una filla (segons la seva interpretació del capítol 12 del Levític).
A la inversa, les prescripcions afirmades pel Talmud que no apareixen en la Bíblia, són refusades perquè les consideren innovacions. No es practica la festa del Purim (tot i que apareix en el Llibre d'Ester, però el Péssah (Pasqua), el Xavuot (Yom Kipur) i Sukkot si que es practiquen. El mateix passa amb la idea que la pertinença a la comunitat és transmesa per la mare, que es suggereix a la Bíblia (Levític 24:10 i següents) i que és netament afirmada en el Talmud.
Tenen obligacions específiques, que no provenen ni de la Bíblia ni de la tradició jueva. Per exemple l'obligació de portar els vestits i les sabates de matèria natural (cotó, lli, ...), de la seva festa que commemora la visió de l'arcàngel Gabriel per Ben Carter, de la seva festa que commemora el record del primer grup que va emigrar a Libèria el maig de 1967, o de la prohibició de consumir sal i margarina tres vegades per setmana, els diumenges, dimarts i els dijous. Se celebra el Shabbat i altres dies sagrats.

### Relacions amb el judaisme
Els hebreus israelians negres no són reconeguts com a jueus per l'estat d'Israel ni pel rabinat israelià. Les seves pràctiques religioses també divergeixen del judaisme tradicional.
Han estat acusats de considerar-se com els únics descendents legítims dels antics hebreus i de refusar els jueus actuals, als que consideren impostors. ·  Aquesta idea es retroba en certes organitzacions que pertanyen a la nebulosa dels hebreus negres i va estar defensada fins a la dècada del 1980 pels hebreus israelians negres d'Israel. Després, però, el grup va modificar aquesta posició i la comunicació oficial afirma la idea que els hebreus israelians negres són jueus.
Els hebreus israelians negres es presenten com a jueus. A més a més, sembla que els últims anys augmenta aquesta afirmació, amb la millora del medi ambient israelià, sobretot de la premsa israeliana.

### Síntesi
Les idees religioses i les pràctiques comunitàries dels hebreus israelians negres han fet que se'ls considera com una secta tancada i altres, com els governs israelians d'Ariel Xaron i d'Ehud Olmert els han considerat com una comunitat etno-religiosa ben integrada. Avui en dia són un grup d'expansió demogràfica ràpida que sembla que progressa vers la integració amb la cultura israeliana moderna.